# Ciriacremum vondraceki
Ciriacremum vondraceki är en insektsart som beskrevs av Jennifer L. Hollis 1976. Ciriacremum vondraceki ingår i släktet Ciriacremum och familjen rundbladloppor.
Artens utbredningsområde är Angola. Inga underarter finns listade i Catalogue of Life.